# Esiküla
Koordinaten: 58° 48′ N, 22° 50′ O
Esiküla ist ein Dorf (estnisch küla) in der Landgemeinde Hiiumaa (bis 2017: Landgemeinde Käina). Es gehört zum Kreis Hiiu (Hiiu maakond). Esiküla liegt auf der Hiiumaa vorgelagerten Insel Kassari (deutsch Kassar).

## Beschreibung
Esiküla (deutsch Esiküll) hat 79 Einwohner (Stand 31. Dezember 2011).
Der Ort ist eines der vier Dörfer auf der Insel Kassari.

## Kapelle

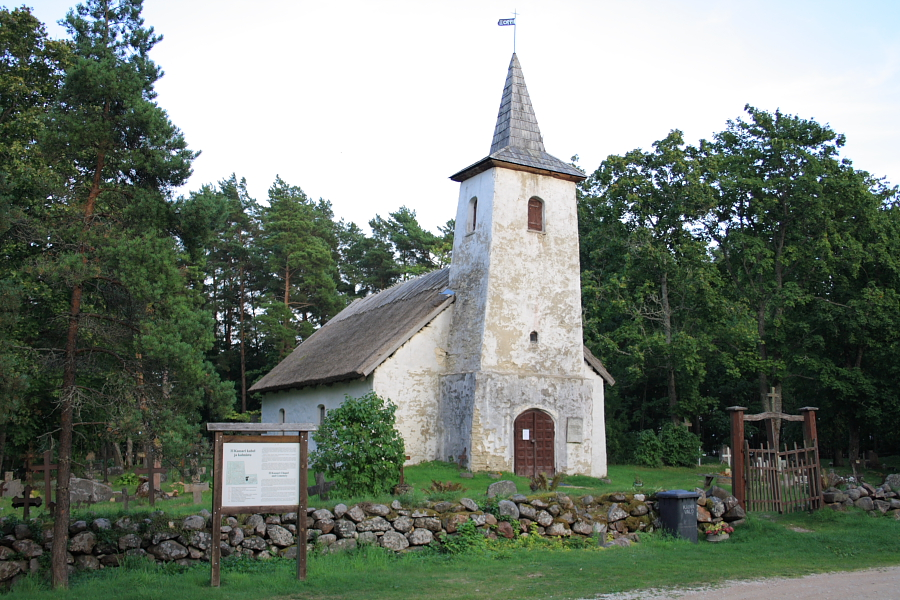
Die Kapelle der Insel Kassari im Dorf Esiküla

Esiküla ist vor allem für die evangelisch-lutherische Kapelle der Insel bekannt. Der einschiffige Kirchenbau wurde wahrscheinlich im 18. Jahrhundert errichtet. Ein Vorgängerbau aus Holz stand wohl bereits im 16. Jahrhundert an derselben Stelle.
Das heutige Gotteshaus aus Stein mit seinem traditionellen Reetdach wurde 1801 grundlegend umgestaltet. Es wurde 1992/93 renoviert und wiedergeweiht. Über dem Haupteingang befindet sich der Turm im gotischen Stil.
Auf dem Friedhof neben der Kapelle sind zahlreiche Mitglieder der adligen deutschbaltischen Familie Stackelberg beigesetzt. Ihnen gehörte das Gut von Kassari.
Auf dem Gottesacker sind die Vorfahren der Lyrikerin Debora Vaarandi (1916–2007), die Großeltern der estnischen Dichterin Marie Under (1883–1980) und der Schauspieler Olev Eskola (1914–1990) beigesetzt. Auf dem Friedhof liegt auch der estnische Gutsverwalter Villem Tamm (1836–1915) begraben. Er stand dem Künstler Johann Köler Modell für dessen berühmtes Christus-Fresko in der Karlskirche von Tallinn.